# Vùng đô thị Las Vegas
Vùng đô thị Las Vegas (tiếng Anh: Las Vegas Valley, Thung lũng Las Vegas) là trung tâm của Las Vegas-Paradise, NV MSA cũng được biết đến như Las Vegas-Paradise-Henderson MSA bao gồm tất cả của quận Clark, tiểu bang Nevada, và là một khu vực đô thị ở phần phía nam của tiểu bang Nevada Hoa Kỳ. Thung lũng này được xác định bởi địa hình thung lũng Las Vegas 600 dặm vuông (1.600 km2) diện tích lưu vực mật độ dân cư cao nhất trong tiểu bang. Lịch sử của thung lũng liên hệ đáng kể với lịch sử của thành phố Las Vegas và một trong hai thành phố chính (như được sử dụng tại văn phòng điều tra dân số) trong khu vực thống kê đô thị, với thành phố kia là Paradisee. Thung lũng này là nơi có 3 thành phố hợp nhất lớn nhất ở Nevada: Las Vegas, Henderson và Bắc Las Vegas.
Tên Vegas Las Vegas và được sử dụng để chỉ ra thung lũng, dải, thành phố và được sử dụng như một thương hiệu của Las Vegas Convention and Visitors Authority và được sử dụng để chỉ tên toàn bộ khu vực. Dân số các khu vực đô thị của là tại 741.459 người năm 1990. Dân số khoảng 2 triệu trong năm 2010 (ước tính). Thung lũng một khu vực nói chung được định nghĩa bởi các dãy núi mùa xuân trên các phía tây, núi cừu của phía bắc, Muddy dãy núi và hồ Mead về phía đông, và dãy núi đen ở phía nam .
Khu vực này nổi tiếng với công nghiệp đánh bạc, mua sắm rộng lớn, và các dịch vụ ăn uống tốt. Màn hình chiếu sáng ngoài trời ở khắp mọi nơi trên các tòa nhà nhiều điểm đến du lịch trong khu vực. Las Vegas, hóa đơn chính nó như là Thủ đô giải trí của thế giới, nổi tiếng với số lượng các khu nghỉ dưỡng casino và vui chơi giải trí liên quan. Las Vegas cũng là nơi có một cộng đồng hưu trí ngày càng tăng. Như đã thấy từ không gian, Las Vegas là thành phố sáng nhất về đêm trên thế giới. Vùng đô thị Las Vegas có trường Đại học hệ Nevada tại Las Vegas và trường Đại học Touro tại Nevada trong thành phố Henderson.